# THE IDOLM@STER STATION!!!
『THE IDOLM@STER STATION!!!』（アイドルマスターステーション）は、
1. 2009年8月から2013年3月まで、ラジオ大阪で放送されていたラジオ番組。
2. 2014年10月から2018年10月まで、ニコニコ生放送で配信されていたインターネットラジオ番組。1.の出演者、内容を引き継いでいた。

本記事では、上記の双方について記述する。
『THE IDOLM@STER STATION!!!』（アイドルマスターステーション）は、ラジオ大阪のV-STATION枠で放送されていたラジオ番組。全192回。2009年7月に終了した『THE IDOLM@STER RADIO』の後番組として、2009年（平成21年）8月9日から、毎週日曜日22:00–22:30に放送された。また、前番組と同様にインターネット配信も行われていた。タイトル最後の「!!!」は半角で表記する。通称は「アイマスステーション」または「アイステ」。
2013年3月31日に一旦終了し、『THE IDOLM@STER STATION!!+』を挟み、2014年（平成26年）10月8日にインターネットラジオ番組として再開された。全210回。ニコニコ生放送にて、毎週水曜日22:30–23:00に配信された。

## 概要
ゲーム『アイドルマスター』シリーズからの派生企画。パーソナリティは沼倉愛美（我那覇響 役）と原由実（四条貴音 役）に、第88回までは前番組『THE IDOLM@STER RADIO』から引き続いて今井麻美（如月千早 役）、第89回からは浅倉杏美（萩原雪歩 役）を加えた3人がつとめる。
ラジオ大阪の放送枠、「ニコニコアイマスch“たるき亭”」でのインターネット配信枠、さらにスポンサーも『THE IDOLM@STER RADIO』を引き継いでおり、また同番組の名物コーナーだった「歌姫楽園」を継承する等、まったくの新番組というよりは、パーソナリティを変更してのリニューアルという方が近い。
『アイドルマスター』シリーズの作品のうち、家庭用ゲーム機版（最初期はアーケードゲーム版も含む）、および、それらに登場するアイドル『765PRO ALLSTARS』と彼女たちを演じる声優の情報や話題を中心に扱っていた。また、パーソナリティが赤裸々なトークをしたり、様々なことに挑戦したりする中で、彼女たちの個性も引き出した番組でもあった。
全192回で放送は終了し、以降はインターネットラジオ番組である『THE IDOLM@STER STATION!!+』へと受け継がれたが、2014年10月8日より、ニコニコチャンネルと連携した形で、ニコニコ生放送にて配信が再開された。パーソナリティは沼倉・原・浅倉の3人。
ニコニコ生放送での配信では、『アイドルマスター シンデレラガールズ』に登場するアイドルを演じる声優もゲストに招いた。ニコニコ公式チャンネル「アイドルマスターステーション」では、会員向けに、本配信後のおまけ動画、ブロマガの配信が行われていた。なお、最終2回の第209・210回分は、会員でなくてもおまけ動画の視聴とブロマガの閲覧が可能だった。
2018年10月10日のレギュラー配信最終回（全210回）、および同年10月16日の特別番組の生配信をもって、ニコニコ生放送での『THE IDOLM@STER STATION!!!』も終了し、アイステとして約9年2ヵ月、『THE IDOLM@STER RADIO』も含めると約12年半の番組の歴史に幕を下ろした。配信枠は沼倉がパーソナリティを務める後番組『THE IDOLM@STER MUSIC ON THE RADIO』へと引き継がれた。
当番組の終了により、『アイドルマスター』の家庭用ゲーム機版、および『765PRO ALLSTARS』をメインに取り扱うラジオ番組がすべて終了した。
2020年8月1日には、『アイドルマスター』15周年を記念した特別番組『M@STER WEEKEND☆』が配信され、特別企画「765ラジオ復活祭!」の中で当番組が1日限りの復活を果たした。当時と同じくニコニコ生放送で配信されたほか、YouTubeでも配信が行われた。

## 番組の特徴
- 『THE IDOLM@STER RADIO』と同じく、アイドルマスターの世界観に則ってリスナーを「プロデューサー」、ハンドルネームを「プロデューサーネーム」と称している。ラジオ大阪時代の後期からは、女性リスナーを「プロデュンヌ」と呼ぶことも多い。オープニングとエンディングでの提供読みでは、最後に「全国のプロデューサーの協力でお送りします（しました）」の一文が添えられている。
- パーティや食事をしながら番組を進行する「宴会放送（配信）」も、前番組より引き続いて行われている。当番組では、スタジオ内に料理や酒を持ち込んだり、調理を行ったりしながら進行する企画が多い（特別企画節を参照）。
- 放送・配信時には、スタッフからのツッコミのような役割を果たすものとして、効果音がかぶされることがある。一例としては正しい事を言った時の「ピンポン」[注 2]、的外れなことを言った時のブザー、あまりにおかしな言動をした時の何かを叩くようなツッコミ音などがある。

### 番組の特徴（ラジオ大阪）

#### 第1回から第88回まで
- 第21回までは千早・響・貴音によるオープニング寸劇の後でタイトルコールが行われ、番組がスタートした。第22回以降は、ゲストが出演する回を除き、今井・沼倉・原としてのトークで番組が始まっていた。
  - ゲストが出演していた第61、62回は寸劇ではなく61回はフリートーク、62回は『Alice or Guilty』御手洗翔太ソロバージョンを流しての開始となった[注 3]。
  - 「週刊○○」開始以降（第25回 - 第88回）は、オープニングの週刊○○担当者が「それではアイマスステーション!!!、スタート」と軽めのタイトルコールを行っていた。
- 番組内において、今井は「ミンゴス」、沼倉は「ぬーぬー」または「ぬー」、原は「はらみー」の愛称で呼ばれる。ただし、パーソナリティ間では「麻美さん」「愛美」「由実」の呼び方も使われている。
- 番組内での各パーソナリティは、最終的に「天然ボケかつ食いしん坊で、どこまでもマイペースな原」「しっかりと進行もこなすがどこか勝負弱く、皆にいじられる沼倉」「沼倉と原の保護者的立場でありながら、原を放置して沼倉に萌えを見出そうとする今井」というキャラクターで定着した。
- 第38回にて、今井・沼倉・原の3人に「阿修羅」というユニット名がつけられた。由来は、直前に3人がゲスト出演した『ラジオdeアイマSTAR☆』の公開録音での3人のリアクションから。ただし、ほとんどその場のノリで決定した名前のため、その後の放送ではこのユニット名に触れられることは極めて少なかった。
- メール採用者の中から毎週1名に、番組スポンサーのブシロードが発売しているカードゲーム『ヴァイスシュヴァルツ』の番組オリジナルカードが贈られる。カードは出演する3人をモチーフにした非売品で、数種類用意されていた。
- 番組のスポンサーになっている『ゲーマガ』の梅田浩二（通称ウメP、ウメちゃん）[注 4]が出演することがあり、特に番組初期は準レギュラー的な頻度で出演していた。番組内では月替わりでリスナーが台本を書いた『ゲーマガ』のラジオCMを放送した。2010年6月は梅田が台本を制作したが、アイドルが自分に惚れる（という夢を見る）内容の職権濫用的なものであった。
  - ゲーマガの発売日は毎月30日であり、初めてのCMでもその旨を伝えたのだが、2009年8月30日は日曜日で、実際の発売日は31日であった。そのため、以後のCMで発売日を挟む場合は「毎月30日ごろ発売」と放送した。
- 今井がパーソナリティを務めるインターネットラジオ番組『今井麻美のSinger Song Gamer』の第48回、第49回では、当番組とのコラボ企画として沼倉、原、梅田がゲスト出演した。『今井麻美のSSG』は当番組のスポンサーである『ゲーマガ』のライバル雑誌『ファミ通』のwebサイト「ファミ通.com」で配信されている番組であるが、ライバル雑誌の垣根を越えて実現した企画であった。
  - 『今井麻美のSSG』の第96回も当番組とのコラボ企画で、沼倉をパーソナリティ、今井と原をゲストとした『沼倉愛美のSSG』を配信した。番組内では『THE IDOLM@STER 2』を特集した。
- 番組の終わりの挨拶は「それではまたぬー、沼倉愛美と」「ほななー、原由実と」「オヤスミンゴス、今井麻美でした」。

#### 第89回以降
- 雪歩・響・貴音によるオープニング寸劇の後でタイトルコールが行われ、番組がスタートする。
- 新加入の浅倉は「あずみん」の愛称で呼ばれている。浅倉は沼倉に対しては「ぬーちゃん」、原に対しては「由実ちゃん」と呼んでいる。
- 『ゲーマガ』のラジオCMの放送は、千早もしくは今井のポジションが雪歩もしくは浅倉に置き換えられていた。同誌は2012年5月号（第498号・2012年3月30日発売）をもって休刊となったため、番組スポンサーも第140回放送を最後に降板している。また『ヴァイスシュヴァルツ』の番組オリジナルカードのプレゼントはリニューアル時に休止となった。
- パーソナリティの3人は、最終的に「食いしん坊とマイペースさ、他人への無茶振りがパワーアップした原」「いじられぶりは変わらずも、萌えのスペシャリストの面も見せる沼倉」「随所にあざとさが見られ、女王様気質もある浅倉」というキャラクターで定着した。浅倉の場合はメールなどで「あずとい」「杏美様」という言葉も使われていた。
- 番組の終わりの挨拶は、沼倉、原はそのままで、最後に浅倉が「アズ・ア・ナイスデー、浅倉杏美でした」で締める形式となったが、回により挨拶の順番が変わることもある。
- 2013年3月31日をもってラジオ大阪での『THE IDOLM@STER STATION!!!』の放送を終了した。後継番組は文化放送・超!A&G+の『THE IDOLM@STER STATION!!+』で、沼倉と原が引き続き出演した。

### 番組の特徴（ニコニコ生放送）
- 雪歩・響・貴音によるタイトルコールで番組がスタートする。寸劇は無し。番組の終わりの挨拶も、ラジオ大阪時代の後期と同様である。
- ニコニコ"生放送"とはなっているものの、番組自体は事前に収録したものを配信している。第1回のオープニングでも、沼倉がこのことに触れていた。
- 日本コロムビアが引き続きスポンサーになっているが、番組内では同社独自のCMは挿入されていない。番組宛てのメールアドレスは、日本コロムビアのドメインのものを使用していた。
- ニコニコ公式チャンネル「アイドルマスターステーション」の会員向けに、ニコニコチャンネルの機能のひとつであるブロマガを利用して、番組からのお知らせや、パーソナリティ・ゲストへのインタビューなどを配信した。
- 第101回のゲストであった下田麻美により、沼倉には「ダンシングぬまんちゅ」、原には「欲しがり空腹モンスター」、浅倉には「お色気あずトリアン」というあだ名が付けられ（下田に対しては「ものまねCAぽんぽんぽん」というあだ名が付けられた）、第102回では全編このあだ名を用いて番組を進行した。以降の配信でもこれらのあだ名が用いられたり、おまけ放送や「ネームキャッチュ・アイステ!!!」のコーナーにてゲストにあだ名が付けられたりしていた。
- パーソナリティ3人のユニット名は、『CINDERELLA PARTY! from アイドルマスター シンデレラガールズ』[注 5]のパーソナリティである原紗友里と青木瑠璃子も交えた「パーテーション5（ファイブ）」や、第166回のゲストであった中村繪里子が命名した「スケミズリン」[注 6]があるが、定着には至らなかった。
- 2018年10月10日をもってニコニコ生放送での『THE IDOLM@STER STATION!!!』のレギュラー配信を終了した。同年10月16日に、特別番組として『THE IDOLM@STER STATION!!! SPECIAL生放送』が配信され、アイステのすべての配信を終了した。アイステの配信枠は『THE IDOLM@STER MUSIC ON THE RADIO』に引き継がれ、沼倉が引き続きメインパーソナリティを務めた[注 1]。

## アーカイブ配信
ラジオ大阪時代
2009年8月5日から2010年10月6日まで、ニコニコアイマスch“たるき亭” （ニコニコチャンネル&コミュニティ）にて毎週水曜日9:00に配信されていた。最新回から4回分が視聴可能。2010年10月10日からは毎週日曜日24:00から配信。
2010年4月2日（第1回）から2013年3月29日（第157回）まで『THE IDOLM@STER STATION!!!archive!』としてHiBiKi Radio Stationにて毎週金曜日に配信された。

ニコニコ生放送時代
2014年10月16日から2018年11月22日まで、ニコニコ公式チャンネル「アイドルマスターステーション」にて、チャンネル会員のみ視聴可能な動画形式で配信されていた。毎週木曜日15:00に、前週分のアーカイブを配信（8日遅れ）。29日後の金曜日23:59まで公開され、最新回から5回分のアーカイブが視聴可能。

## コーナー

### ラジオ大阪時代
ふつおた!!!
リスナーからの普通のお便り（メール）を読むコーナー。
歌姫楽園シリーズ
前番組『THE IDOLM@STER RADIO』と同様に、パーソナリティが様々な歌を歌うコーナー。リスナーからのリクエストも受け付けている。
歌姫楽園NEW BE@T
第1回から放送。基本的に如月千早、我那覇響、四条貴音として歌っている。第2回より寸劇の間に歌う形式になった。
歌姫楽園2010
第26回から放送。「歌姫楽園NEW BE@T」のリニューアル版。内容には大きな変更はない。2010の読みは「にーまるいちまる」で、以降も同様である。
歌姫楽園2010プラス1
第80回から放送。2011年に突入してのタイトル変更。寸劇は無くなり、歌の前にトークが挟まれるようになった。
歌姫楽園2011
第89回から放送。内容に変更はないが、パーソナリティ交代に伴い、我那覇響、四条貴音、萩原雪歩のトリオとなった。第106回から第108回はパーソナリティ3人のうち1人がプロデューサーとなり、他の2人をプロデュースする形式をとった。
歌姫楽園2012
第130回から放送。2012年に突入してのタイトル変更。第139回までは「歌姫楽園2011」の内容から大きな変更はなく、第142回から曲の前の寸劇が復活した。
歌姫楽園2013
第180回から放送。2013年に突入してのタイトル変更。
ステップアップ!!!ルーキーズ
第1回から第22回まで放送。沼倉・原の2人が様々なことにチャレンジするコーナー。いわゆる無茶振りの内容が多かった。月に1回は今井も参加して『ゲーマガ』のCMを作成する。第22回放送で卒業記念大会が行われ終了したが、当番組とのコラボ企画として放送された『今井麻美のSSG』第48回にて復活版の「ジャンプアップ!!!ルーキーズ」が行われた。
ザッツ談
番組初期に不定期で放送されていた雑談コーナー。
週刊今井麻美 / 週刊沼倉愛美 / 週刊原由実
第25回から第87回まで放送。各人の近況を30秒ほどで報告するコーナーで、番組冒頭およびCM前後に行われた。
週替わりコーナー(第1期)
第25回から第87回まで放送。以下の2つのコーナーを毎週交互に放送する。
特盛稲荷神社で心願成就〜
第25回から第87回まで放送。原が「特盛稲荷神社」の巫女となり、リスナーから絵馬として投稿された願い事のメールを紹介する。採用者はおみくじサイコロで運勢を占ってもらえる。
シスター愛美のちいさな福音
第25回から第86回まで放送。沼倉が「聖マース教会」のシスターとなり、リスナーからの悩み事のメールに答えるのだが、実際は悩み事という体裁の無茶振り（物まねなど）に沼倉が挑戦するコーナー。第87回の「特盛稲荷神社で心眼成就〜」内で、第86回が最終回であったことが唐突に発表された。
なお、第25回（お試し版として）、第34回（奥井雅美とIMAJOがゲストの回）、第40回（公開録音）、第63回（約1ヵ月ぶりにコーナーが放送されたため）では両コーナーとも放送された。
第64回では「試しにやってみよう」として、「特盛稲荷警察で取締り強化週間」と「ナース愛美のちいさな病院」が放送された。
パーソナリティに浅倉が新加入した第89回では、特別企画として「特盛稲荷神社でちいさな福音」が放送された。
歌の天使アーサのここだけの話
第43回から不定期で放送。今井が「聖マース教会」に住む歌の天使「アーサ」となり、出演者やリスナーからの懺悔を聞き届ける。懺悔後は未来を祈るという体裁で今井がオリジナルの歌を披露するが、そのテイストはかつてインターネット番組『PreStar』などで披露したものに近い。終了は明言されていないが、パーソナリティが今井から浅倉に交代したことに伴い、事実上終了。
あなたを知りたい!
第90回から第100回まで放送。様々なシチュエーションにおいて、メンバー達がどんな行動を取るかを推理していく。具体的にはパーソナリティ3人の内の1人が、お題に対してどんな行動を取るかを決め、残る2人はお題を出された人がどんな行動を取るかを推理して当てる。
楽屋M@STER STATION!!!
第102回から第106回まで放送。ライブツアー『THE IDOLM@STER 6th ANNIVERSARY SMILE SUMMER FESTIV@L!』に関して、そこでの出来事や裏話について3人が雑談する。
萌えを知りたい!
第101回から第138回まで放送。様々なシチュエーションに合わせた萌え台詞をリスナーから募集して毎週3つ発表するが、3つの中にはパーソナリティが考えたものが1つ含まれており、それを見破る。発表するパーソナリティ（1人）と見破るパーソナリティ（2人）は週替わりで担当。なおシチュエーションはパーソナリティのひとり（主に浅倉）が発表するが、長文になっていることが多く、毎回30秒近くかけて朗読していた。
コーナー最終回となった第138回は「卒業検定」として放送され、合格点（80点）に達しなかった沼倉・原には「補習」として、後日「萌えにゃんSTATION!!!」を放送することが課せられた。
萌えにゃんSTATION!!!
第117回から不定期で放送。3人が一人ずつ「萌えにゃんSTATION!!!」という番組（オープニングとエンディングのみ）のパーソナリティを務めるという体裁で、各自の思い描く萌えキャラになりきってトークをする。番組の伝統である無茶振り企画の一つで、もっぱら罰ゲームやドッキリ企画として行われ、パーソナリティにとっては精神的に相当きつい企画とされていた。放送履歴は、特別企画の項目を参照のこと。
アイステRecommend
第140回からの放送。毎回、新旧様々なアイマス関連楽曲を紹介する。
週替わりコーナー(第2期)
第142回から放送。以下の3つのコーナーのうちひとつを、毎週順番に放送する。
千日前の姉 YUMIのフォーチュンカード!
第142回からの放送。原が「占い師YUMI」となり、リスナーの未来をカードで占う。なお、占いに使うカードは普通のカードの他、ヴァイスシュヴァルツアイドルマスターカードやスタッフの持っているキャッシュカードなど、およそカードと名の付くものなら何でも使う。
ぬー球 空手道場
第143回からの放送。沼倉がリスナーの納得のいかない事を、琉球空手（瓦割り）でその鬱憤を晴らす。納得のいかなさは沼倉の独断により、瓦の枚数で判定する。
アサクラ式 妄想恋愛相談室
第144回からの放送。「萌えマスター」の浅倉が、リスナーの妄想の中の恋愛について相談に乗る。ただしリアルな恋愛の相談はNG。
新今週のおまけ
第1回から最終回まで放送。ニコニコ動画やHiBiKi Radio Stationでのインターネット配信の本編終了後に画像を数枚公開する。

### ニコニコ生放送時代
ふつおた!!!
第1回から配信。ラジオ大阪時代と同様に、リスナーからの普通のお便り（メール）を読むコーナー。
歌姫楽園
第2回から配信。内容はラジオ大阪時代と同様。曲の前の寸劇も継続されている。トークや各コーナーの内容の充実により、ラジオ大阪時代と比べ配信頻度は低くなっていた。
765のつぶやき
第67回から第158回まで、および第171回から第209回まで配信。毎回シチュエーションを設定し、響・貴音・雪歩が言いそうなセリフをリスナーから募集する。優秀作のセリフはパーソナリティが実際に演じる。声優のゲストが出演する場合は、事前にその声優が演じるアイドルが言いそうなセリフも募集する。
第160回から第169回までは、後述の「行こう!伝説の○○へ!」を配信した。
本番組終了後も、『アイドルマスター ミリオンライブ! シアターデイズ』のニコニコ生放送での特別番組にて、同様のコーナーが行われている。
アイステ!!!アーカイブス
第110回から第114回まで配信。ラジオ大阪時代も含めて放送・配信が300回を突破したことを記念したコーナー。これまでのアイステのコーナーをひとつずつ抽選し、復活版として配信する。
行こう!伝説の○○へ!
第160回から第169回まで配信。「伝説の○○」をテーマにした響・貴音・雪歩の掛け合い（会話の台本）をリスナーから募集し、パーソナリティ3人が演じる。伝説の対象となるものは、リスナーが自由に設定できる。2017年12月21日発売の『アイドルマスター ステラステージ』のキャッチコピー「行こう!伝説のステージへ!」にちなんだコーナー。
本日のおまけ（おまけ放送）
第1回から第210回(最終回)まで配信。ニコニコ公式チャンネル「アイドルマスターステーション」の会員のみが視聴できるコーナー。ニコニコ生放送での本配信終了直後に、別動画として配信される。ラジオ大阪時代の「新今週のおまけ」と同様に画像を数点公開するほか、本編をフォローする内容のトーク、本編で読まれなかったメールの紹介などを行う。

#### 週替わりコーナー
各期ごとに、毎週ひとつのコーナーを順番に配信する。
第1期
第3回から第64回まで配信。
アサクラ式プロデューサー応援レシピ!!! → らぶりぃエプロンあずみんのダーリン応援レシピ!!!
第3回から第62回まで配信。リスナーから悩みを募集し、浅倉がそれを料理で応援するコーナー。冷蔵庫からメイン食材を1つ取り出し（実際は取り出すという体裁の抽選を行う）、それを使って妄想でレシピを作り上げる。作った料理は、浅倉が投稿者を励ましながら「あーん」と食べさせる。
第9回からは、浅倉の「あずとい」キャラクターを活かして、「らぶりぃエプロンあずみん」としてレシピを作り上げる。第13回（大晦日回）では、「らぶりぃエプロンあずみんのダーリン応援年越し蕎麦!!!」として、浅倉が実際に年越し蕎麦を調理した。
第18回では、浅倉の代理パーソナリティとして出演した中村繪里子による「らぶりぃエプロンえりりんのダーリン応援レシピ!!!」を配信した。第29回では、浅倉と中村が共演した「らぶりぃエプロンあずみんとえりりんのダーリン応援レシピ!!!」を配信した。
第41回では、ゲストの今井麻美が「らぶりぃエプロンみんごす」に扮し、らぶりぃエプロンあずみんとの料理（妄想レシピ）バトルを繰り広げた。
第54回では、ゲストのたかはし智秋と共に「せくしぃエプロンちあキングとらぶりぃエプロンあずみんのダーリン応援レシピバトル!!!」を配信した。
ヌゴロ愛美の恋愛格言
第4回から第63回まで配信。アイドルマスターシリーズの後輩声優から慕われている沼倉がジゴロならぬ「ヌゴロ」に扮し、愛を語るコーナー。「○○とは××」という形で即興の格言を作り、沼倉がアドリブで解説する。○○の部分は「愛」「女」「出会い」などスタッフが指定し、××の部分はリスナーから募集した単語を抽選する。
最終回の第63回では、ゲストの下田麻美が「ダーリンあさぽん」に扮し、ヌゴロ愛美との恋愛格言バトルを繰り広げた。
ITポリスはらみーのBang☆Bang♡トラブルシューティング!!
第5回から第64回まで配信。リスナーからのITに関する質問や相談を、自称「ITポリス」の原が（彼女なりの解釈で）解決するコーナー。回答の締めには原がおもちゃの銃を鳴らす。IT用語の質問の場合、投稿者が「私の妄想ですが」という体裁で正しい意味を付記する場合もある。当初は「はらみーのIT知恵袋!!!」というタイトルになる予定だった。
上記各コーナーの最終回である第62回から第64回、および第64回のおまけ放送では、各コーナーをまたいでキャラクター3人が登場する連続ものの寸劇が配信された。
第2期
第67回から第99回まで配信。
アイステ!!!桶屋理論
第67回から第93回まで配信。アイステ版の「風が吹けば桶屋が儲かる」をパーソナリティが考えるコーナー。番組内で実現したいことを「スタートの工程」として、リスナーの投稿より抽選した「結果の工程」まで、3人が相談して導いていく。ただし工程数も抽選され、スタートの工程も含めてその工程数以内で導かなければならない。完成した理論をスタッフが判定し、合格した場合は、スタートの工程が実現候補企画にエントリーされる。実際に、アイドルマスターのライブへのスタッフからの差し入れなどが実現した。
アイステ!!!the world
第68回から第99回まで配信。アイステの世界各地での公開録音を目指し、世界の都市に関するクイズにパーソナリティが挑戦するコーナー。リスナーの投稿より都市を抽選し（日本の都市も含む）、パーソナリティのうち1人が自分の知識のみでヒントを与え、残りの2人が都市を解答する。1分以内で正解できた都市は、アイステの公開録音の収録候補地に認定される。しかし、あくまで"候補"であったため、実際にはコーナーとは全く関係なかった静岡県の南熱海マリンホールにて公開録音が行われた。
開始当初、ダジャレなどを用いて都市名を伝えることが多かったため、第75回では都市名のヒントはNG、第77回からは30秒経過後に都市名のヒントが可となった。第79回からは「P専用ヒント」として、画面に少しずつヒントが表示されるようになった。
第3期
第119回から第171回まで配信。
ネームキャッチュ・アイステ!!!
第119回から第166回まで配信。リスナーより募集した物や事象、またはゲストに対して、パーソナリティ3人があだ名を付けるコーナー。最初にあだ名の方向性を2つ抽選し、それに沿ったあだ名を考える。コーナー名は、初回にて「ポップ」「セクシー」という方向性で命名された。
レギュラーコーナーとしては第166回が最後だったが、高橋李依がゲストの第195回、および平田宏美がゲストの第201回にて、おまけ放送で当コーナーが復活した。
アイステ!!!765・ザ・バトル
第120回から第171回まで配信。パーソナリティ3人が、『765PRO ALLSTARS』のアイドルにちなんだゲームで対戦するコーナー。3回勝利すると、3種類用意された賞品の中から好きなものを獲得し、新しい賞品をリクエストできる。
初回は、第116回のクリスマス生配信回のゲームで獲得できなかった賞品が用意され、1回勝利で賞品獲得となった。浅倉は体調不良のため出演せず。天海春香にちなんだお菓子の咀嚼音を競うゲームで原が勝利し、トースターを獲得した。
第133回は沼倉の誕生日企画でもあったため、沼倉のみ、勝利した場合は即賞品獲得できるルールとなった。我那覇響にちなんだ動物クイズ対決で沼倉が勝利し、クッションを獲得した。
最終回の第171回は、全員が2勝または2.5勝しており、勝者が賞品を獲得できる状態だった。四条貴音にちなんだカップラーメンの音当て対決で、本編では決着がつかずおまけ放送にもつれ込んだ末に浅倉が勝利し、大量のマスクを獲得した。
第4期
第174回から第209回まで配信。「苦手克服」をテーマとしたコーナーが行われた。途中で企画変更があった唯一の期でもある。
アサクラimagineにらめっこ!
第174回から第209回まで配信。浅倉のゲラ（笑い上戸）を克服するという名目で、リスナーから募集した「想像すると笑ってしまうような状況やセリフ」を紹介し、浅倉が笑わないように耐えるというコーナー。投稿は原と沼倉が交代で読み、「想像してください」という前振りをつけて紹介する。
第209回の卒業試験では、ラジオ大阪時代にも披露された「ハラヌンの漫才」に浅倉が耐え切り、卒業が決定した。
めざせ!ヌじゃれM@STER
第175回から第184回まで配信。ダジャレが苦手な沼倉を鍛えるべく、リスナーから募集したキーワードを元にしたダジャレを沼倉が考えるコーナー。リスナーはダジャレのお手本も併記する。ダジャレを考える時間は5秒間で、原と浅倉が出来たダジャレを判定し、合格すると「ヌじゃれ辞典」に登録される。
沼倉のダジャレが上達したため第184回にて卒業試験が行われ、沼倉の合格により卒業が決定した。
はらみーの替えメロ歌謡祭!
第177回から第209回まで配信。原が「アイステ!!!765・ザ・バトル」にて苦手だった「替えメロ」をマスターするというコーナー。原はスタッフが指定した曲の歌詞を、リスナーから募集した曲のメロディで歌う。沼倉と浅倉が成功かどうかを判定する。
第209回の卒業試験では、唱歌『もみじ』の歌詞を番組オープニングテーマ曲『だから今夜きみと』のメロディで歌ったが失敗。おまけ放送にて追試が行われ、『もみじ』の歌詞を過去の番組オープニングテーマ曲『1, 2, 3』のメロディで歌って成功し、卒業が決定した。
めざせ!エイゴM@STER
第187回から第209回まで配信。「めざせ!ヌじゃれM@STER」の後継企画。英語が苦手な沼倉を鍛えるべく、リスナーから募集した英単語を使って、沼倉が文章を考えるコーナー。始めに文章で使用する英単語数と、その数に応じた英単語を抽選する。文章は、課題の英単語以外の部分は日本語でもよいが、英単語がどんな意味にもとれるような文章はNGとなる。合否判定はスタッフが行う。
第209回の卒業試験では、単語数1という運にも恵まれ沼倉が合格し、卒業が決定した。

### 特別企画

#### 特別企画（ラジオ大阪）
- 第23回と第24回では前番組の「宴会放送」にあたる企画として、「アイステ・お鍋の会」を放送した。鍋奉行に梅田を迎え、第23回ではスタジオ内で3人がちゃんこ鍋を調理し、第24回では作った鍋をつつきながら番組を進行した。発案者は沼倉で、本編では鍋奉行の「サブ奉行」に任命された。
- 第29回ではバレンタインデー特別企画として、事前に募集したリスナーと電話でトークする企画が放送された。前番組から通して、電話でのリスナー参加企画は初の試みであった。
- 第37回では沼倉の誕生日企画として、ホットケーキを焼きながらの放送を行ったが、原の暴走ともいえる進行（具にキムチと納豆を混ぜるなど）により沼倉が不憫な思いをすることになってしまった。
- 第42回では今井の誕生日企画として、沼倉と原からのプレゼントを賭けて、今井が3つの試練に挑戦した。今井がはずれプレゼントの幼稚園児のコスプレに扮したり、途中で酒入りの菓子を食べてほろ酔い加減になるなどのハプニングが続出した。
- 第71回から第73回では、2010年を振り返る企画として、パーソナリティが週代わりで1人ずつ特別コーナーを受け持った（今井・原・沼倉の順）。今井は千早の新曲『眠り姫』とその歌に込めた想いのトーク（トーク部分は11月21日の公開録音時に披露したもの）、原はミニドラマ調の1年の振り返りと姉からの手紙の朗読、沼倉は運試し企画としてスクラッチくじや所属事務所の社長への電話に挑戦する、という内容だった。
- 第75回では「新春ドラマスペシャル・アイステ西遊記!!!」のタイトルで、レギュラーパーソナリティ3名に加えてゲストの下田、梅田による寸劇が放送された。
- 第78回では「原由実お誕生日スペシャル」と称し、誕生日プレゼントを賭けてパーソナリティ3名にアイドルマスターのプロデューサーであるバンダイナムコゲームスの坂上陽三[注 17]を加えて「アイマスドソジャラ」[注 18]で勝負。原が11巡目リーチ一発（坂上の振り込み）で勝利した[注 19]。
- 第86回は収録日前に東日本大震災と徳丸完（765プロ社長・高木順一朗役）の逝去があったことから、番組前半を全てそれらについてのコメントで費やした。
- 第88回では「ミンゴス転勤記念・麻美さんを全力でおもてなしして、あわよくば番組の最後に感動の涙なんか流してもらっちゃおうスペシャル」と称し、この回を最後に番組を離れる今井を送り出す企画（宴会放送に近い内容）が行われた。
- 第90回のエンディングでは沼倉の誕生日をサプライズで祝ったが、本放送では収録しきれず、インターネット配信において全て放送された。
- 第96回では番組恒例となった宴会放送の一環として「チョコフォンデュ回」が行われた。まともな食材を食べる権利はゲーム（ダジャレ対決）によって決まり、失敗した場合はパーソナリティが持ち込んだ食材（沼倉が納豆、原がイクラ、浅倉がピクルスとたこわさを用意した。）を食べなければならなかった。
- 第98回（公開録音回）では「あなたを知りたい」のコーナーが「憧れのナース服争奪・プロデューサーを知りたい」として行われ、罰ゲームとして得点最下位となった浅倉（とゲストの今井）がナース服を着用した。またインターネット配信では、新オープニング・エンディング曲『1,2,3』がフルコーラスで放送された。
- 第100回では「祝・アイステ!!!100回記念特別企画・プロデューサー100人からおめでとうと言ってもらおう」として、全国のリスナー100人に電話をかける企画が行われたが、番組途中からは「時間が許す限り、おめでとうと言ってもらおう」企画となり、結局通話に成功したのは15人に留まった。なお通話15人目のプロデューサーに「おめでとう」を85回余分に言わせることにより、「おめでとう」を100回言ってもらうことを（無理やり）達成した。
- 第117回では浅倉による「あずみんの萌えにゃんSTATION!!!」が放送された。これは『HEART AND SOUL』発売イベント連動企画（ジェスチャーゲーム）で、最下位となった浅倉の罰ゲームとして企画されたものである。
- 第126回（公開録音回）の「萌えを知りたい!」は通常放送回と異なり、パーソナリティ3名がお題に対して1つずつ萌え台詞を披露し、最も萌えた台詞は観客の拍手により決められた。またオープニング曲『1,2,3』・「歌姫楽園2011」・エンディング曲『CHANGE!!!』は公開録音会場での生歌によるものが放送された。
- 第127回、および第128回の前半では「原由実presents コンビニおでん食べ比べトークスペシャル」と銘打って、コンビニエンスストア各社のおでん[注 20]をスタジオに持ち込み、グルメ番組風に食べた感想を挟んだり、どこの商品かを予想しながらのフリートークを展開した。ちなみに第127回は2012年最初の放送、かつ地上波放送日が1月1日であり、番組恒例の宴会放送の一環とも言える企画であった。
- 第130回の前半では原の誕生日企画として、原による「はらみーの萌えにゃんSTATION!!!」が放送された。
- 第133回の前半とエンディングでは、浅倉の誕生日企画として「杏美様に叱ってもらおう」が放送された。この企画は事前に番組公式HPでメール募集を行ったが、「ニコニコアイマスchたるき亭」によれば、叱られたいメールが400通を超えていたとのことであった。
- 第139回の後半では『ゲーマガ』休刊に伴い、元編集長のウメPこと梅田浩二をゲストに招き、スポンサーをしていた前番組『THE IDOLM@STER RADIO』から現在までの想い出話などに花を咲かせた[注 21]。
- 第140回は「THE IDOLM@STER STATION!!!First Live“HEART AND SOUL”を振り返って語っちゃおうスペシャル」として、2012年3月25日に行われた同ライブについての感想トークを中心として放送された。またニコニコ動画版では「今週のおまけ・番外編」として、生バンド演奏付きによる浅倉の「高速道路[注 22]」も放送された[注 23]。
- 第142回は前半で沼倉の誕生日祝いとして、原・浅倉や関係スタッフからのプレゼントが贈られた。そこでは過去の誕生日企画のような不憫な出来事は起こらなかったものの、番組の最後に（「萌えを知りたい!!!」卒業検定で課せられた補習としての）「ぬーにゃんの萌えにゃんSTATION!!!」がコーナーとして用意されていた。
- 第156回のオープニングでは原による「はらみゃんの萌えにゃんSTATION!!!」が放送された。これは第138回で課せられていた「萌えを知りたい!!!」卒業検定の補習としてのものであり、第130回に次いで通算2回目の「萌えにゃん」となった。
- 第167回から第172回にかけて放送された公開収録（第6回から第8回）は「アイステ!!!萌えにゃんツアー2012」と題し、パーソナリティ3人が各回ごとに異なった内容の勝負を行った。第167回のみ原が欠席し、下田麻美が代理出演。各回の優勝者には収録会場にちなんだ賞品が贈られ、最下位には会場限定の「萌えにゃんSTATION!!!」を行う罰が課せられた（罰ゲームは未放送）。また総合優勝となった沼倉には「萌えにゃん強制発動権」が贈られ、第191回にて放送された。
- 第179回と第180回は2012年最後の放送および2013年最初の放送として、カラオケの鉄人銀座店より宴会放送が行われた。第179回では構成作家の伊福部に対するペナルティとして、パーソナリティ3人が台本を考えた「崇のGUILTY-RADIO」（男性版・萌えにゃんSTATION!!!的な企画）の冒頭部分が放送され、インターネット配信において「GUILTY-RADIO」とパーソナリティ3人による『HEART AND SOUL』のカラオケの完全版が放送された。
- 第182回は原の誕生日祝いとして、浅倉・沼倉や関係スタッフからのプレゼントが贈られたほか、番組後半ではスタッフからの指令で浅倉と沼倉が「あず＆まなの漫才」を披露した。
- 第186回は浅倉の誕生日祝いとして、原・沼倉や関係スタッフからのプレゼントが贈られたほか、番組後半ではスタッフからの指令で原と沼倉が「ハラヌンのショートコント」を披露した。
- 第191回の前半では、現行の放送形態での番組終了が発表された。それに伴い、やり残した企画の「伏線回収コーナー」と題して、沼倉による「ぬーにゃんの萌えにゃんSTATION!!!最終回」（前述の萌えにゃん強制発動権によるもの）[注 24]、および浅倉と原による「あずみはらみの漫才」が放送された。
- 第192回（最終回）は、最後までアイステらしく明るく放送したい、ということでスタジオに寿司やピザ、ワインなどを持ち込んでの宴会放送となった。リスナーからのメール紹介と後継番組『THE IDOLM@STER STATION!!+』の発表を行い、パーソナリティ3人のラストメッセージで番組を締めくくった。

#### 特別企画（ニコニコ生放送）
- 第1回は3人による番組の再開を祝して、早速宴会配信として「たこ焼きパーティ」が開催され、リスナーからのメール紹介と新コーナーの案内を行った。
- 第4回はハロウィンにちなんで、3人が仮装をしながら番組を進行した。沼倉は骸骨の着ぐるみ、原は婦人警官の衣装、浅倉はジャックランタンの着ぐるみを着用していた。
- 第12回と第13回は配信日がクリスマス・イブおよび大晦日ということにちなんで、2014年12月24日にオープンする「カフェ＆バー CHARACRO feat. THE IDOLM@STER」[注 25]よりクリスマスパーティおよび2014年の振り返りを行った。番組後半は、第12回ではラジオ大阪時代のコーナー「シスター愛美のちいさな福音」が復活し、沼倉が原と浅倉の悩み相談に乗った。第13回では同じく「特盛稲荷神社で心願成就〜」が復活し、原が沼倉と浅倉およびアイステの2015年の運勢を占った。
- 第16回は原および貴音の誕生日祝いとして、「らぶりぃエプロンあずみんのらぶりぃバースディ・チュッ!鍋パ〜ティ」を配信した。ひとつ大人になったということで、原の苦手なピーマンとシイタケの餃子を入れた鍋料理を作った。後半は、「ヌゴロ愛美」の特別編を行った。
- 第19回は浅倉の誕生日祝いとして、浅倉のリクエストにより、酒類や肴がメインの「おつまみパーティ」を開催した。後半は「ヌゴロ愛美」と「ITポリス」の特別編を行った。
- 第28回は沼倉の誕生日祝いとして、沼倉のリクエストにより、様々なトマトを用意した「トマトパーティ」を開催した。後半は「ITポリス」の特別編を行った。
- 第43回はアイドルマスター10周年ライブ『THE IDOLM@STER M@STERS OF IDOL WORLD!!2015』の打ち上げと称して、銀座の焼肉店「武蔵別邸 巌流島」より宴会配信を行い、リスナーからのライブの感想メールを多数紹介した。
- 第53回はアイステおよび『CINDERELLA PARTY! from アイドルマスター シンデレラガールズ』[注 5]（略称：デレパ）のニコニコ生放送での配信開始1周年を記念して、両番組の出演者が互いにゲスト出演するコラボ企画が実現した。アイステには、デレパの出演者である 原紗友里と青木瑠璃子をゲストに迎え、特別企画として原紗友里による「ITポリスめしあ[注 26]のBang☆Bang♡トラブルシューティング!!」、青木による「らぶりぃエプロンるーりぃのダーリン応援レシピ!!!」を行った。
- 第66回は2016年最初の配信として、寿司をつまみながらのミニ新年会が開かれた。新年の抱負をテーマにしたトークや、各パーソナリティが演じるアイドルの歌のリクエスト、2016年から始まる新コーナーの案内を行った。
- 第71回は浅倉の誕生日祝いとして、浅倉のリクエストにより「手作り餃子パーティ」を開催した。
- 第80回は沼倉の誕生日祝いとして、沼倉のリクエストにより、全編にわたって響・貴音・雪歩が演じているという体裁のドラマスペシャル「白雪姫と七人の妖精」を配信した。
- 第83回の後半は、2016年7月28日発売の『アイドルマスター プラチナスターズ』を特集した。同作品のプロデューサーであるバンダイナムコエンターテインメントの久多良木勇人をゲストに迎え、パーソナリティがゲームの体験プレイを行った。ゲームプレイの部分は、動画付きで配信された。
- 第100回は記念企画として、夏祭りをイメージした「アイステ!!!100回祭り」を開催した。パーソナリティのリクエストによりかき氷、牛串、イカ焼き、水飴とミルクせんべい、お酒などを用意して、トークやメールの紹介を行った。また、アイステにコメントを寄せるという体裁で、これまで番組にて各パーソナリティが演じたキャラクターからのメッセージも配信された。
- 第108回はラジオ大阪時代も含めて300回目の放送・配信となることを祝して、ハロウィンパーティを開催した。仮装として、スタッフも含めて以前番組で使用した衣装を着ることになり、沼倉は今井麻美が着用したスモック（幼稚園児のコスプレ）、原は浅倉が着用したジャックランタンの着ぐるみ、浅倉は原が着用したキャビンアテンダントの衣装で進行した。3人がスポンジケーキを300回記念仕様にデコレーションしながら（おまけ放送にて完成）、リスナーからの300回の思い出のメールを紹介した。
- 第116回は通常回と異なり、2016年12月20日（火曜日）の21時から、「THE IDOLM＠STER STATION!!! X'mas Party!!!」と題し、約60分の映像付きで生配信された。企画として「プレゼント争奪!アイステ!!!クリスマス3本勝負」、アイドルマスタースタッフを迎えてのプロデューサーミーティング情報の発表、リスナーからのクリスマスに関するメールの紹介を行った。翌日の通常配信枠では、本企画を再配信した。
- 第118回は2017年最初の配信として、アイドルマスターのサウンドスタッフである井上拓[注 27]と中川浩二[注 28]をゲストに迎え、パセラ銀座店にて新年会が開かれた。企画として、2016年の振り返りと2017年の抱負（本編では年末年始の過ごし方の妄想トークを配信）を語る「いったマス・きたマス」を行った。
- 第121回は原の誕生日祝いとして、「アイステ!!!大運動会」を開催した。収録スタジオとビル内を会場に、玉入れ、借り物競争、綱引き、「心臓破りの階段ダッシュ」を行い、各競技の勝者には「アイステ!!!765・ザ・バトル」の1勝ポイントが与えられた。原のダイエット企画も兼ねていたが、収録中に原の体重が変わることはなかった。なお原は翌週（第122回）の配信は、体調不良のため出演しなかった。
- 第125回は浅倉の誕生日祝いとして、浅倉の「苦手な食べ物を克服したい」とのリクエストにより「パクチーパーティ」を開催した。パクチー味のお菓子やパクチーを用いたスープ、生春巻き、サラダなどが用意されたが、浅倉にはあまり受け入れられなかった。
- 第133回は沼倉の誕生日祝いとして、29（にく）歳になったことにちなんでの「鉄板焼肉パーティ」を開催した。さらに沼倉のリクエストにより、全編「アイステは原と浅倉がパーソナリティの番組で、今回初めて沼倉がゲストに来た」という体裁で番組を進行した[注 29]。
- 第150回は記念企画として、「流しそうめんパーティ」を開催しながらトークやメールの紹介を行った。後半は「水に流して懺悔大会」と題して、リスナーから募集したアイステに関する懺悔のメールを紹介し、懺悔を乗せたという体裁の食材を流して食べる企画を行った。
- 第159回は下田麻美[注 30]をゲストに迎え、2017年10月7日・8日に行われたライブ『THE IDOLM@STER 765 MILLIONSTARS HOTCHPOTCH FESTIV@L!!』の感想メールを多数紹介した。
- 第161回はライブの打ち上げと、アニメ『アイドルマスター』に出演した赤羽根健治の誕生日祝い[注 31]を兼ねた「ハロウィン鍋パーティ」を開催した。パーソナリティ3人がゲームに挑戦し、成功するごとに具材が増えるシステムとなっていた。
- 第172回は原の誕生日祝いとして、スタッフ特製のチーズタッカルビを食べつつ、原および貴音へのお祝いメールや、2018年1月6日・7日に行われたライブ『THE IDOLM@STER ニューイヤーライブ!! 初星宴舞』の感想メールを多数紹介した。なお、音響機材の不調により配信予定時刻に音声が流れず、約13分遅れでの配信開始となった。
- 第176回は浅倉の誕生日祝いとして、唐辛子を使ったお菓子や料理を用意した「唐辛子パーティ」を開催した。柿の種や唐辛子が素材のお菓子、スタッフ特製の麻婆豆腐、激辛ペヤングなどを食べながら、浅倉へのお祝いメールを紹介した。
- 第184回は沼倉の誕生日祝いとして、スタッフ特製のグリーンカレーと牛すね肉カレーを用意した「カレーパーティ」を開催しながら、沼倉へのお祝いメールを紹介した。後半は「めざせ!ヌじゃれM@STER」の卒業試験が行われ、沼倉が合格し、卒業ということでコーナーの終了が決定した。
- 第191回は、第190回のおまけ放送にて原が提案した企画「ごはんに合う炭水化物-1グランプリ」を開催した。カップヌードルしょう油、ペヤングソースやきそば、たこ焼き、お好み焼き、チャーハン、食パンをごはんのおかずとして食べ、それぞれに3人が点数を付けた。結果、30点中28点（原9、沼倉9、浅倉10）を獲得したたこ焼きが優勝した。
- 第199回は配信翌日（2018年7月26日）がアイドルマスター13周年（アーケードゲーム版稼働開始日を基準として）であることから、リスナーより募集した「あなたとアイマスの出会い」のメールを多数紹介した。おまけ放送では「アイマスお宝自慢」のメールも紹介した。
- 第200回と第201回は浅倉が体調不良のため出演せず、予定されていた200回記念企画は延期となった。
  - 第200回は浅倉の代理として下田麻美[注 30]が出演し、「プロミ前前前夜祭[注 32]」を行った。後半は下田を読み役、沼倉と原を聞き役とした「あさぽんのimagineにらめっこ」を配信した。
  - 第201回は浅倉の代理として中村繪里子[注 33]が出演し、「プロミ後後後夜祭だけど前夜祭[注 32]」を行った。後半は「めざせ!エイゴM@STER」に中村が挑戦した。
- 第202回は浅倉が復帰し、ゲストの平田宏美とともに「真プロミ感想回[注 32]」として、イベントに関してトークしたほか、リスナーからの感想メールを多数紹介した。
- 第203回は延期していた200回記念企画として、『765PRO ALLSTARS』の13人のイメージカラーの食材を使った「13種類の手巻き寿司パーティ」を開催した。「手巻き寿司-1グランプリ」と題し、3人が作った手巻き寿司をスタッフが評価した結果、浅倉が優勝した。最下位の原は罰ゲームとして、おまけ放送にて「ITポリスはらみーのBang(右)Bang(左)トラブルシューティング!![注 34]」を行った。
- 第207回の後半は、アイドルマスターの総合プロデューサーを務める坂上陽三と、日本コロムビアのプロデューサーである柏谷智浩が出演し、当番組の2018年10月10日配信分での終了のお知らせ、および2018年10月17日より配信の新番組『THE IDOLM@STER MUSIC ON THE RADIO』の発表を行った。
- 第208回の後半は、アイドルマスターのサウンドスタッフである中川浩二[注 28]が出演し、パーソナリティ3人の新曲製作と、アイステとしての最後のCDが発売されることが発表された[3]。CDは「THE IDOLM@STER STATION!!! Long Travel ～BEST OF THE IDOLM@STER STATION!!!～」として、2019年2月6日に発売された[4]。
- 第209回の後半は、パーソナリティ3人の個別コーナーの卒業試験が行われた。原のみ、おまけ放送にて追試が行われたが、最終的には全員の卒業が決定した。
- 第210回（レギュラー配信最終回）は、アイステ初期のパーソナリティだった今井麻美も交え、4人がリスナーからのメールを読みながらアイステの想い出を語り合った。おまけ放送では今井からの最後の無茶振りとして、沼倉と原による「ステップアップ!!!ルーキーズ」の曲振りチャレンジ、および浅倉による『高速道路』に続く即興曲『階段』の披露が行われた。
- レギュラー配信終了から6日後の2018年10月16日には、アイステ最後の配信として、20時から特別番組「THE IDOLM@STER STATION!!! SPECIAL生放送」を約60分の映像付きで生配信した。おまけ放送で披露したイラストや番組で使用した衣装、CDなどを展示した「アイステ展」、CDの特典映像や公開録音などのイベントを振り返る「アイステ!!!懐かし映像鑑賞会」、視聴者からの生メール紹介を行い、パーソナリティ3人のラストメッセージで約9年2ヵ月続いた番組を締めくくった。

### 歌姫楽園シリーズ
歌姫楽園シリーズ（サブタイトルの詳細はコーナーの項目を参照）の放送歴を以下に示す。オリジナル歌手名に「アイドルマスター」とあるものは、アイドルマスター関連曲であることを示す。歌い手に特に記載のない場合はラジオ大阪時代の第88回までが今井・沼倉・原、第89回以降およびニコニコ生放送時代は沼倉・原・浅倉の3人。記載していない回は休止扱い。

#### 歌姫楽園（ニコニコ生放送）
| 放送回  | 曲名                                   | オリジナル歌手名           | 歌い手               |
| ------- | -------------------------------------- | -------------------------- | -------------------- |
| 第2回   | Fate of the World（MOVIE VERSION）     | アイドルマスター           |                      |
| 第3回   | Monday Night Fever☆                    | 沼倉愛美・原由実           |                      |
| 第4回   | GHOST SWEEPER                          | 原田千栄                   |                      |
| 第5回   | 大きな栗の木の下で                     |                            |                      |
| 第6回   | M                                      | プリンセス プリンセス      |                      |
| 第7回   | 本日のスープ                           | 大泉洋 with STARDUST REVUE |                      |
| 第8回   | ペッパー警部                           | ピンク・レディー           | 原                   |
| 第9回   | お料理行進曲                           | YUKA                       | 浅倉                 |
| 第10回  | ONE NIGHT NUGOLO                       | チェッカーズ               | 沼倉                 |
| 第11回  | クリスマスなんて大嫌い!! なんちゃって♥ | クレイジーケンバンド       |                      |
| 第14回  | 一月一日                               |                            |                      |
| 第15回  | STILL LOVE HER (失われた風景)          | TM NETWORK                 |                      |
| 第16回  | バナナの涙                             | うしろゆびさされ組         | 沼倉・浅倉           |
| 第17回  | 悲しみは雪のように                     | 浜田省吾                   |                      |
| 第24回  | 1/2                                    | 川本真琴                   |                      |
| 第27回  | Days                                   | ポケットビスケッツ         |                      |
| 第34回  | 初恋                                   | 村下孝蔵                   |                      |
| 第38回  | 雨                                     | 森高千里                   |                      |
| 第45回  | Sunny Day Sunday                       | センチメンタル・バス       |                      |
| 第46回  | ゲゲゲの鬼太郎                         | 熊倉一雄                   |                      |
| 第47回  | 夏祭り                                 | JITTERIN'JINN              |                      |
| 第50回  | ちいさい秋みつけた                     |                            |                      |
| 第51回  | 若者のすべて                           | フジファブリック           |                      |
| 第58回  | 空色デイズ                             | 中川翔子                   |                      |
| 第64回  | ジン ジン ジングルベル                 | 森高千里                   |                      |
| 第68回  | アイアイ                               |                            | 沼倉・浅倉           |
| 第74回  | 制服                                   | 松田聖子                   |                      |
| 第77回  | 明日、春が来たら                       | 松たか子                   |                      |
| 第80回  | ハイ・ホー                             |                            |                      |
| 第86回  | 1st Priority                           | メロキュア                 |                      |
| 第108回 | ラムネ色 青春                          | アイドルマスター           |                      |
| 第118回 | 1, 2, 3                                | 沼倉愛美・原由実・浅倉杏美 |                      |
| 第129回 | さくら                                 | ケツメイシ                 |                      |
| 第147回 | ミュージック・アワー                   | ポルノグラフィティ         |                      |
| 第181回 | 春の歌                                 | スピッツ                   |                      |
| 第197回 | 前前前世                               | RADWIMPS                   |                      |
| 第210回 | アイ MUST GO!                          | アイドルマスター           | 沼倉・原・浅倉・今井 |
| 復活祭  | アイステソングメドレー                 | 沼倉愛美・原由実・浅倉杏美 |                      |

## ゲスト

### ゲスト（ラジオ大阪）
- 花澤香菜（水谷絵理 役：第11回）
- 三瓶由布子（秋月涼 役：第14回）
- 中村繪里子（天海春香 役：第22回）
- 平田宏美（菊地真 役：第22回、第69回）
- 下田麻美（双海亜美・真美 役：第22回、第74回、第75回、第167回[注 66]）
- 長谷川明子（星井美希 役：第22回）
- 奥井雅美（第34回）
- IMAJO（サイキックラバー）（第34回）
- 浅倉杏美（萩原雪歩(2代目) 役：第50回、第51回、第88回）
- 滝田樹里（音無小鳥 役：第59回）
- 寺島拓篤（天ヶ瀬冬馬 役：第60回）
- 神原大地（伊集院北斗、いぬ美 役：第61回、第121回）
- 松岡禎丞（御手洗翔太 役：第62回）
- 今井麻美（如月千早 役：第98回）
- たかはし智秋（三浦あずさ 役：第110回）
- 仁後真耶子（高槻やよい 役：第115回）
- クロ（『週刊トロ・ステーション』とのコラボ：第147回）

### ゲスト（ニコニコ生放送）
社名、肩書は出演当時のもの。
- 錦織敦史（アニメ・劇場版『THE IDOLM@STER』監督：第2回）
- 桑原大輔（ナムコ「カフェ＆バー CHARACRO feat. THE IDOLM@STER」プロデューサー：第12回）
- 中村繪里子（天海春香 役：第18回[注 67]、第29回、第166回、第201回[注 33][注 67]）
- 平田宏美（菊地真 役：第26回、第202回）
- 井上拓（BNSI サウンドクリエイター：第30回、第98回[注 27]、第117回[注 27]）
- 釘宮理恵（水瀬伊織 役：第31回、第104回）
- 長谷川明子（星井美希 役：第33回、第103回、第168回[注 68]）
- 中川浩二（BNEI サウンドクリエイター：第37回、第102回[注 28]、第116回、第117回[注 28]、第208回[注 28]）
- 今井麻美（如月千早 役：第41回、第103回、第145回[注 69]、第210回）
- 原紗友里（本田未央 役：第53回、第65回[注 70]）
- 青木瑠璃子（多田李衣菜 役：第53回、第65回[注 70]）
- たかはし智秋（三浦あずさ 役：第55回、第105回、第185回[注 71]）
- 若林直美（秋月律子 役：第57回、第127回）
- 下田麻美（双海亜美・真美 役：第63回、第101回、第159回[注 30]、第200回[注 30][注 67]）
- 茅原実里（玲音 役：第72回 、第126回）
- 久多良木勇人（BNEI 『アイドルマスター プラチナスターズ』『アイドルマスター ステラステージ』プロデューサー：第83回、第170回）
- 佐藤貴文（BNEI サウンドクリエイター：第95回、第116回）
- 渡辺量（BNEI サウンドクリエイター：第106回）
- 滝田樹里（音無小鳥 役：第107回、第138回[注 72]）
- 仁後真耶子（高槻やよい 役：第109回、第180回[注 73]）
- 坂上陽三（BNEI 『アイドルマスター』開発チーム総合プロデューサー：第116回、第123回、第207回）
- JUNGO（舞台演出家：第116回）
- 三瓶由布子（秋月涼 役：第124回）
- 山崎はるか（春日未来 役：第132回）
- 渡部優衣（横山奈緒 役：第134回）
- Machico（伊吹翼 役：第135回）
- 五十嵐裕美（双葉杏 役：第137回）
- 大橋彩香（島村卯月 役：第137回）
- 大坪由佳（三村かな子 役：第140回）
- 松田颯水（星輝子 役：第142回）
- 千菅春香（松永涼 役：第143回）
- 佳村はるか（城ヶ崎美嘉 役：第151回）
- 高橋未奈美（馬場このみ 役：第154回）
- 田村奈央（木下ひなた 役：第157回）
- 川崎真衣（日本コロムビア 広報：第170回）
- 高橋李依（詩花 役：第195回）
- 柏谷智浩（日本コロムビア プロデューサー：第207回）

## 主題歌

### オープニングテーマ（ラジオ大阪）
1. 「キミはメロディ」(第1回 - 第24回)
作詞：遠藤フビト、作曲・編曲：内田哲也
2. 「あったかな雪」(第25回 - 第31回)
作詞：白瀬彩、作曲：糀谷拓土、編曲：マルヤマテツオ
3. 「DEAD or ALIVE」(第32回 - 第49回、第52回 - 第61回、第63回 - 第74回)
作詞：奥井雅美、作・編曲：IMAJO（サイキックラバー）
4. 「The world is all one !!」(第51回、第76回 - 第88回)
作詞：RIONA、作曲：田代智一
5. 「高速道路[注 22]」(第90回 - 第92回)
作詞・作曲：あさくらあずみ
6. 「1, 2, 3」(第93回 - 第113回、第126回)
作詞・作曲：佐伯youthK、編曲：藤末樹
7. 「HEART AND SOUL(Instrumental)」(第114回 - 第125回、第127回 - 第132回)
作曲・編曲：宮崎誠
8. 「HEART AND SOUL」(第133回 - 第173回)
作詞：オノダヒロユキ、作曲・編曲：宮崎誠
9. 「ぜんぜんあいたい」(第174回 - 第192回)
作詞：伊福部崇、作曲・編曲：杉浦"ラフィン"誠一郎

### エンディングテーマ（ラジオ大阪）
1. 「Colorful Days」(第1回 - 第36回)
作詞：中村恵、作曲・編曲：NBGI（佐々木宏人）
2. 「はっぴぃ☆ほりっく」(第37回 - 第48回、第51回 - 第75回、第77回 - 第80回)
作詞：辻純更、作曲：吉野貴雄、編曲：梅堀淳
3. 「The world is all one !!」(第49回 - 第50回、第89回)
作詞：RIONA、作曲：田代智一
4. 「GO MY WAY !!」(第76回)
作詞：yura、作曲：NBGI（神前暁）
5. 「チクタク」(第81回 - 第84回)
作詞：白瀬彩、作曲：Asu、編曲：関淳二郎
6. 「Traveler」(第85回 - 第88回、第90回 - 第91回)
作詞：今井麻美・沼倉愛美・原由実、作曲：MIKOTO、編曲：生田真心
7. 「1, 2, 3」(第92回 - 第125回、第127回 - 第192回)
作詞・作曲：佐伯youthK、編曲：藤末樹
8. 「CHANGE!!!!」(第126回)
作詞：yura、作曲：NBGI（内田拓也）、編曲：橋本由香利・NBGI(内田拓也)

### オープニングテーマ（ニコニコ生放送）
1. 「M@STERPIECE」(第1回 - 第11回、第13回 - 第15回、第17回 - 第18回、第20回 - 第21回)
作詞：yura、作曲：神前暁、編曲：神前暁・高田龍一
2. 「メリー」(第12回)
作詞：yura、作曲・編曲：Funta
3. 「edeN」(第16回)
作詞：貝田由里子、作曲：NBGI（kyo）
4. 「ALRIGHT*」(第19回)
作詞：yura、作曲：cota、編曲：関淳二郎
5. 「in WonderRadio」(第22回 - 第93回)
作詞：伊福部崇、作曲・編曲：杉浦"ラフィン"誠一郎
6. 「だから今夜きみと」(第94回 - 第210回、最終回生配信)
作詞：MC TC[注 74]、作曲・編曲：井上拓

### エンディングテーマ（ニコニコ生放送）
1. 「THE IDOLM@STER」(第1回 - 第11回、第14回 - 第15回、第17回、第20回 - 第21回)
作詞：中村恵、作曲：佐々木宏人
2. 「Large Size Party」(第12回)
作詞：瀬良羽美、作曲：宮島律子、編曲：草野よしひろ
3. 「虹色ミラクル」(第13回)
作詞：森由里子、作曲：BNSI（中川浩二）、編曲：BNSI（kyo）
4. 「風花」(第16回)
作詞・作曲・編曲：橋本由香利
5. 「CHANGE!!!!」(第18回)
作詞：yura、作曲：NBGI（内田拓也）、編曲：橋本由香利・NBGI(内田拓也)
6. 「何度も言えるよ」(第19回)
作詞：遠藤フビト、作曲・編曲：川田瑠夏
7. 「M@STERPIECE」(第22回 - 第42回、第44回 - 第65回)
作詞：yura、作曲：神前暁、編曲：神前暁・高田龍一
8. 「アイ MUST GO!」(第43回)
作詞：mft、作曲：中川浩二・小林啓樹、編曲:小林啓樹
9. 「Destiny」(第66回 - 第78回)
作詞：白瀬彩、作曲：渡辺量
10. 「Happy!」(第79回 - 第82回、第84回 - 第93回)
作詞：BNSI（柿埜嘉奈子）、作曲・編曲：BNSI（kyo）
11. 「THE IDOLM@STER(リスアニ!LIVE 2016バージョン)」(第83回)
作詞：中村恵、作曲：佐々木宏人
12. 「Happy!(M@STER VERSION)」(第94回 - 第98回、第100回 - 第119回、第122回、第125回、第128回 - 第154回)
作詞：BNSI（柿埜嘉奈子）、作曲・編曲：BNSI（kyo）
13. 「99 Nights」(第99回)
作詞：MC TC[注 74]、作曲・編曲：BNSI（Taku Inoue）
14. 「紅白応援V(ビクトリー)」(第120回、第121回、第123回)
作詞・作曲：BNSI（佐藤貴文）、編曲：BNSI（kyo）
15. 「Dazzling World」(第124回)
作詞・作曲・編曲：NBGI（渡辺量）
16. 「アクセルレーション(M@STER VERSION)」(第126回)
作詞：Selena Higa、作曲：BNGI(Toaki Usami)、編曲：tatsuo、Hideaki Ikawa
17. 「アマテラス(M@STER VERSION)」(第127回)
作詞・作曲・編曲：BNSI（渡辺量）
18. 「ToP!!!!!!!!!!!!!」(第155回 - 第166回)
作詞：yura、作曲：BNSI（佐藤貴文）、編曲：BNSI (トリ音・佐藤貴文)
19. 「ToP!!!!!!!!!!!!!(M@STER VERSION)」(第167回 - 第202回、第204回 - 第210回)
作詞：yura、作曲：BNSI（佐藤貴文）、編曲：BNSI (トリ音・佐藤貴文)
20. 「1, 2, 3」(第203回、最終回生配信)
作詞・作曲：佐伯youthK、編曲：藤末樹

## パッケージソフト

### CD
THE IDOLM@STER STATION!!! FIRST TRAVEL
2010年3月24日発売。第32回からのオープニングテーマ曲『DEAD or ALIVE』や今井・原・沼倉それぞれのソロオリジナル曲を収録。メイキングや対談などを収録したDVD付。
THE IDOLM@STER STATION!!! SECOND TRAVEL 〜Seaside Date〜
2010年6月30日発売。本編での名迷場面集や歌姫楽園で歌われた曲等を収録。制作にパーソナリティが関わっており、ビジュアルプロデューサーは沼倉、DVDプロデューサーは原、総合アシスタントプロデューサーは今井が担当している。
THE IDOLM@STER STATION!!! THIRD TRAVEL WANTED!!!
2011年4月13日発売。本編での名迷場面集や歌姫楽園で歌われた曲、パーソナリティ3人が作詞したオリジナル曲『Traveler』を収録。
HEART AND SOUL -THE IDOLM@STER STATION!!!-
2011年9月28日発売。番組オープニング曲『HEART AND SOUL（Instrumental）』・エンディング曲『1. 2. 3』の他、新録のソロオリジナル曲・トークを収録。
THE IDOLM@STER STATION!!! Nouvelle Vague
2012年2月29日発売。番組オープニング曲『HEART AND SOUL』の歌入りバージョンや、歌姫楽園で歌われた曲を収録。ボーナストラックとして、浅倉が即興で歌った『高速道路』や2011年12月17日に行われた公開録音の未公開音源も収録されている。
THE IDOLM@STER STATION!!! Amazing grace
2012年12月12日発売。番組オープニング曲『ぜんぜんあいたい』・表題曲『Amazing grace (Instrumental)』の他、新録ソロオリジナル曲・トークを収録。
THE IDOLM@STER STATION!!! FAVORITE TALKS
2013年7月17日発売。CD2枚組。名場面集や新録トーク、公開録音、未収録の歌姫楽園の曲を収録。
THE IDOLM@STER STATION!!! Long Travel ～BEST OF THE IDOLM@STER STATION!!!～
2019年2月6日発売。これまでのアイステオリジナル曲の他、アイステの最後の楽曲となる新曲『光跡』を収録。

### BD・DVD
"1, 2, 3" PROMOTION VIDEO AND MAKING DVD
2011年9月28日、アニメイト限定で発売。『1, 2, 3』のプロモーションビデオとメイキング映像、パーソナリティへのインタビューを収録。
THE IDOLM@STER STATION!!! First Live "HEART AND SOUL"
2012年10月31日発売。2012年3月15日に行われたイベント「THE IDOLM@STER STATION!!! First Live "HEART AND SOUL"」の模様を収録。

### CD+BD
THE IDOLM@STER STATION!!! in WonderRadio
2015年11月18日発売。CDにはニコニコ生放送時代の番組オープニング曲『in WonderRadio』や歌姫楽園で歌われた曲、録り下ろしトークなどを収録。BDには2015年3月1日に行われたイベント「THE IDOLM@STER STATION!!!　～ぜんぜんあいたかった～」の模様を、トークパートとライブパートを共に収録。
THE IDOLM@STER STATION!!! Summer Night Party!!!
2016年11月30日発売。CDにはニコニコ生放送時代の番組オープニング曲『だから今夜きみと』やドラマスペシャル「白雪姫と七人の妖精」のフルバージョンを収録。BDには2015年11月21日に行われたイベント「アイステ!!! in WonderRadio」のトークパートとライブパート、および2016年7月24日に行われたイベント「THE IDOLM@STER STATION!!! Summer Night Party!!!」のライブパートを収録。

## イベント

### 公開録音（ラジオ大阪）
第1回
2009年12月23日に行われたイベント「THE IDOLM@STER 2009 H@ppy Christm@s P@rty!!」内で収録された。同イベント内で『ステップアップ!!!ルーキーズ』の卒業記念大会が行われ、この模様は第22回で放送された。
第2回
2010年4月25日に行われた「THE IDOLM@STER STATION!!!　FIRST TRAVEL」の発売記念イベント内で収録された。第40回で『特盛稲荷神社で心願成就〜』と『シスター愛美のちいさな福音』、「DEAD or ALIVE」と「はっぴぃ☆ほりっく」が、第41回で「One Step」と「SHADOWLESS」と「AVALON」が放送された。
第3回
2010年11月21日に関西国際空港にて行われた「Japan PopCulture Festival 2010」のメインイベントとして収録され、第70回として放送された。
第4回
2011年6月4日に行われた「THE IDOLM@STER STATION!!! THIRD TRAVEL WANTED!!!」の発売記念イベント内で収録され、第98回として放送された。
第5回
2011年12月17日に行われた「アイステ!!!シークレットクリスマスパーティ」内で収録され、第126回として放送された。
第6回
2012年9月24日に行われた「飛鳥ほんまもんウォーク」の一環として国営飛鳥歴史公園で収録され、第167回として放送された。諸事情により欠席した原に代わり、下田麻美がゲストとして代理パーソナリティを務めた。「萌えを知りたい!」が復活し、公開録音開始時からの万歩計競争と合わせて勝負が行われた。優勝は沼倉、最下位は浅倉。
第7回
2012年10月13日に仙台で収録され、第169回として放送された。特別企画「仙台を知りたい!」として、仙台名物のグルメレポートや、『青葉城恋唄』の即興メロディ作りで3人が競った。優勝は浅倉、最下位は原。
第8回
2012年11月4日に行われた一橋大学学園祭「第43回一橋祭」のイベント内で収録され、第172回として放送された。特別企画「英語を知りたい!」として、英文の和訳問題に3人が挑戦した（文の内容は3人の近況の暴露話）。優勝は沼倉、最下位は浅倉。

### 公開録音（ニコニコ生放送）
第1回
2015年3月1日に公開イベント「THE IDOLM@STER STATION!!!　～ぜんぜんあいたかった～」として、クラブチッタ川崎にて収録された。トークパートは第25回として動画付きの1時間拡大版で配信され、「ヌゴロ愛美」「ダーリン応援レシピ」「ITポリス」の特別編が行われた。未配信部分では、全8曲のライブも行われた。
第2回
2015年11月21日に公開イベント「アイステ!!! in WonderRadio」として、横浜ベイホールにて収録された。トークパートは第65回（2015年最後の放送）として動画付きの約44分の拡大版で配信された。特別企画（出演者には知らされていなかったドッキリ企画）として、個別コーナーのキャスティングをシャッフルした「らぶりぃエプロンぬーにゃんのダーリン応援レシピ!!!（沼倉）」「ITポリスあずみんのBang☆Bang♡トラブルシューティング!!（浅倉）」「ユゴロ由実の恋愛格言（原）」が行われた。前回同様に、未配信部分ではライブも行われた。
第3回
2016年7月24日に公開イベント「THE IDOLM@STER STATION!!! Summer Night Party!!!」として、横浜ベイホールにて収録された。トークパートおよびライブパートのダイジェストは第102回のおまけ放送として動画配信された（トークパート:約17分、ライブパート:約9分）。トークパートでは「765のつぶやき」の特別編が行われた。
第4回
2016年12月3日に公開イベント「THE IDOLM@STER STATION!!! アイステ!!!the world公開録音イベント」として、南熱海マリンホールにて収録された。昼の部のトークパートは第117回（2016年最後の放送）として動画付きの約37分の拡大版で配信された。特別企画として「アイステ!!!トーク the world（国旗をめくり、そこに書かれたテーマでトーク）」「アイステ!!!温泉バトル（射的対決、敗者2名は『金色夜叉』の貫一・お宮のコスプレ）」が行われた。
第5回
2017年12月16日に公開イベント「THE IDOLM@STER STATION!!! WINTER PREMIUM PARTY!!!」として、白金高輪SELENEスタジオにて収録された。トークパートは第170回（2018年最初の放送）として動画付きの約62分の拡大版で配信された。特別企画として「アイステ!!!2017ラストバトル（ネームキャッチュ・アイステ!!!のコーナーで出たあだ名のおさらいクイズ、アイステ!!!765・ザ・バトルのリベンジ企画、『アイドルマスター ステラステージ』のスコア対決）」が行われた。またライブパートは同回のおまけ放送として動画配信された（約44分）。

### ライブ（ラジオ大阪）
THE IDOLM@STER STATION!!! First Live "HEART AND SOUL"
2012年3月25日に吉祥寺CLUB SEATAにて行われた。